# Andrew Russell, XV duca di Bedford
Andrew Russell, XV duca di Bedford (Londra, 30 marzo 1962), è un nobile inglese.

## Biografia
Russell venne educato alla Hall School di Hampstead ed alla Heatherdown School, presso Ascot nel Berkshire, poi alla Harrow School e ad Harvard, dove ricevette il diploma Bachelor of Arts. Noto col titolo di cortesia di lord Howland sino alla morte di suo nonno nel 2002. L'anno successivo succedette a suo padre, Robin come duca di Bedford, dopo che quest'ultimo era morto a causa di un infarto. Egli è inoltre discendente di Mary, sorella di Anna Bolena.
Nel 2011, Russell venne indicato al 145º posto dal Sunday Times Rich List, con un patrimonio stimato in 520.000.000 di sterline. Secondo il Daily Mail il duca trarrebbe gran parte di questo suo patrimonio dalla gestione accurata della sua residenza di Woburn Abbey, dalla tenuta del Woburn Safari Park e dal Woburn Golf Club. La famiglia vive a Woburn Abbey nel Bedfordshire.

## Matrimonio e figli
Andrew Russell ha sposato Louise Rona Crammond, figlia di Donald Ian Crammond e di sua moglie Rona Zara Clifford-Johns nonché figliastra di Sir Evelyn Delves Broughton, XII baronetto, di Doddington Park il 16 ottobre 2000 a Westminster, Londra. La coppia ha avuto due figli:
- Lady Alexandra Lucy Clare Russell (n. 2001)
- Henry Robin Charles Russell, marchese di Tavistock (n. Londra, 7 giugno 2005)

## Ascendenza
|                                         |                    |                                          | Genitori                                 |  |  | Nonni |  |  | Bisnonni                              |  |  | Trisnonni                            |  |
|                                         |                    |                                          |                                          |  |  |       |  |  | Hastings Russell, XII duca di Bedford |  |  | Herbrand Russell, XI duca di Bedford |  |
|                                         |                    |                                          |                                          |  |  |       |  |  | Hastings Russell, XII duca di Bedford |  |  | Herbrand Russell, XI duca di Bedford |  |
|                                         |                    | Mary du Caurroy Tribe                    |                                          |  |  |       |  |  | Hastings Russell, XII duca di Bedford |  |  |                                      |  |
| Ian Russell, XIII duca di Bedford       |                    |                                          |                                          |  |  |       |  |  | Hastings Russell, XII duca di Bedford |  |  |                                      |  |
|                                         |                    | Louisa Crommelin Roberta Jowitt Whitwell | Robert Jowitt Whitwell                   |  |  |       |  |  |                                       |  |  |                                      |  |
|                                         |                    | Louisa Crommelin Roberta Jowitt Whitwell | Robert Jowitt Whitwell                   |  |  |       |  |  |                                       |  |  |                                      |  |
|                                         |                    | Louisa Crommelin Roberta Jowitt Whitwell | Louisa Crommelin Brown                   |  |  |       |  |  |                                       |  |  |                                      |  |
| Robin Russell, XIV duca di Bedford      |                    | Louisa Crommelin Roberta Jowitt Whitwell |                                          |  |  |       |  |  |                                       |  |  |                                      |  |
|                                         |                    | Ernest John Bridgman                     | …                                        |  |  |       |  |  |                                       |  |  |                                      |  |
|                                         |                    | Ernest John Bridgman                     | …                                        |  |  |       |  |  |                                       |  |  |                                      |  |
|                                         |                    | Ernest John Bridgman                     | …                                        |  |  |       |  |  |                                       |  |  |                                      |  |
| Clare Gwendolen Bridgman                |                    | Ernest John Bridgman                     |                                          |  |  |       |  |  |                                       |  |  |                                      |  |
|                                         |                    | Jessie Roderique Weir                    | …                                        |  |  |       |  |  |                                       |  |  |                                      |  |
|                                         |                    | Jessie Roderique Weir                    | …                                        |  |  |       |  |  |                                       |  |  |                                      |  |
|                                         |                    | Jessie Roderique Weir                    | …                                        |  |  |       |  |  |                                       |  |  |                                      |  |
| Andrew Russell, XV duca di Bedford      |                    | Jessie Roderique Weir                    |                                          |  |  |       |  |  |                                       |  |  |                                      |  |
|                                         | Frank Cyril Tiarks | Henry Frederic Tiarks                    |                                          |  |  |       |  |  |                                       |  |  |                                      |  |
|                                         | Frank Cyril Tiarks | Henry Frederic Tiarks                    |                                          |  |  |       |  |  |                                       |  |  |                                      |  |
|                                         | Frank Cyril Tiarks | Agnes Morris                             |                                          |  |  |       |  |  |                                       |  |  |                                      |  |
| Henry Frederick Tiarks III              | Frank Cyril Tiarks |                                          |                                          |  |  |       |  |  |                                       |  |  |                                      |  |
|                                         |                    | Emmy Maria Franziska Brödermann          | Edouard Mathias Brödermann               |  |  |       |  |  |                                       |  |  |                                      |  |
|                                         |                    | Emmy Maria Franziska Brödermann          | Edouard Mathias Brödermann               |  |  |       |  |  |                                       |  |  |                                      |  |
|                                         |                    | Emmy Maria Franziska Brödermann          | Maria Ramona Luisa Clara Ignacia Störzel |  |  |       |  |  |                                       |  |  |                                      |  |
| Henrietta Joan Tiarks                   |                    | Emmy Maria Franziska Brödermann          |                                          |  |  |       |  |  |                                       |  |  |                                      |  |
|                                         |                    | Francis Marshman Bell                    | …                                        |  |  |       |  |  |                                       |  |  |                                      |  |
|                                         |                    | Francis Marshman Bell                    | …                                        |  |  |       |  |  |                                       |  |  |                                      |  |
|                                         |                    | Francis Marshman Bell                    | …                                        |  |  |       |  |  |                                       |  |  |                                      |  |
| Ina Florence Marshman Bell "Joan Barry" |                    | Francis Marshman Bell                    |                                          |  |  |       |  |  |                                       |  |  |                                      |  |
|                                         |                    | Norah Cavanagh                           | …                                        |  |  |       |  |  |                                       |  |  |                                      |  |
|                                         |                    | Norah Cavanagh                           | …                                        |  |  |       |  |  |                                       |  |  |                                      |  |
|                                         |                    | Norah Cavanagh                           | …                                        |  |  |       |  |  |                                       |  |  |                                      |  |
|                                         |                    | Norah Cavanagh                           |                                          |  |  |       |  |  |                                       |  |  |                                      |  |